# Ministère de la Recherche (Danemark)
Pour les articles homonymes, voir Ministère de la Recherche.
Le ministère de l'Enseignement supérieur et de la Science est un ministère danois qui supervise la politique scientifique et universitaire du pays. Il est dirigé par Christina Egelund depuis le 15 décembre 2022.

## Historique
Le ministère de la Recherche porte plusieurs noms au cours de son existence (Science, Technologie, etc.) et est parfois rattaché au portefeuille de l'Éducation.

## Liste des ministres
| Nom | Nom                   | Gouvernement                                  | Début du mandat   | Fin du mandat     |
| --- | --------------------- | --------------------------------------------- | ----------------- | ----------------- |
|     | Bertel Haarder        | Poul Schlüter II, III et IV                   | 10 septembre 1987 | 25 janvier 1993   |
|     | Svend Bergstein       | Nyrup Rasmussen I                             | 25 janvier 1993   | 28 janvier 1994   |
|     | Arne Oluf Andersen    | Nyrup Rasmussen I                             | 28 janvier 1994   | 27 septembre 1994 |
|     | Frank Jensen          | Nyrup Rasmussen II et III                     | 27 septembre 1994 | 30 décembre 1996  |
|     | Jytte Hilden          | Nyrup Rasmussen III                           | 30 décembre 1996  | 23 mars 1998      |
|     | Jan Trøjborg          | Nyrup Rasmussen IV                            | 23 mars 1998      | 10 juillet 1999   |
|     | Birte Weiss           | Nyrup Rasmussen IV                            | 10 juillet 1999   | 27 novembre 2001  |
|     | Helge Sander          | Fogh Rasmussen I, II et III Løkke Rasmussen I | 27 novembre 2001  | 23 février 2010   |
|     | Charlotte Sahl-Madsen | Løkke Rasmussen I                             | 23 février 2010   | 3 octobre 2011    |
|     | Morten Østergaard     | Thorning-Schmidt I                            | 3 octobre 2011    | 3 février 2014    |
|     | Sofie Carsten Nielsen | Thorning-Schmidt II                           | 3 février 2014    | 28 juin 2015      |
|     | Esben Lunde Larsen    | Løkke Rasmussen II                            | 28 juin 2015      | 29 février 2016   |
|     | Ulla Tørnæs           | Løkke Rasmussen II                            | 29 février 2016   | 28 novembre 2016  |
|     | Søren Pind            | Løkke Rasmussen III                           | 28 novembre 2016  | 2 mai 2018        |
|     | Tommy Ahlers          | Løkke Rasmussen III                           | 2 mai 2018        | 27 juin 2019      |
|     | Ane Halsboe-Jørgensen | Frederiksen I                                 | 27 juin 2019      | 16 août 2021      |
|     | Jesper Petersen       | Frederiksen I                                 | 16 août 2021      | 15 décembre 2022  |
|     | Christina Egelund     | Frederiksen II                                | 15 décembre 2022  | en cours          |